# Leptochloa panicea
Leptochloa panicea là một loài thực vật có hoa trong họ Hòa thảo. Loài này được (Retz.) Ohwi mô tả khoa học đầu tiên năm 1941.